# Lunghezza di un volo

Percorsi aerei tra San Francisco e Tokyo utilizzando il cerchio massimo (in alto) viaggiando verso ovest e utilizzando le correnti a getto nel percorso verso est (in basso) percorrendo una distanza maggiore, ma in minor tempo

In aviazione, per lunghezza di un volo si definisce il tempo trascorso in volo da un aereo per percorrere una tratta. I voli di linea possono essere classificati in base alla durata e suddivisi in voli a corto, medio e lungo raggio. La definizione è indipendente dalla distanza coperta e varia al variare delle compagnie aeree e in funzione della natura nazionale o internazionale del volo.
| volo a corto raggio:       | meno di 3 ore (Internazionale) |
| volo a medio raggio:       | da 3 a 6 - 8 ore               |
| volo a lungo raggio:       | da 6 a 12 ore                  |
| volo a ultra-lungo raggio: | più di 12 ore                  |

## Distinzioni

### Distanza assoluta rispetto a lunghezza volo
Un volo è in genere pianificato per seguire un percorso diretto per ridurre al minimo per quanto possibile il tempo in volo. Per i voli a lungo raggio, la via più diretta è un arco di cerchio massimo che prende il nome di ortodromia. Ad esempio, gli aeromobili in viaggio tra alcune località in continenti diversi dell'emisfero settentrionale, qualora vogliano coprire il percorso percorrendo il tragitto più corto, devono passare all'interno o in prossimità della regione artica. In generale, quando si rappresenta il percorso più breve tra due punti su una carta geografica realizzata utilizzando una proiezione convenzionale, il percorso risultante è curvo e appare più lungo sulla carta geografica di quanto non sia realmente. Solo misurando la distanza tra gli aeroporti utilizzando un'ortodromia, ovvero un arco di cerchio massimo, si ha una migliore indicazione del tragitto minore. 
Tuttavia, un itinerario di volo deve inoltre tener conto delle condizioni meteorologiche, delle correnti d'aria nell'ottica di risparmio del carburante. Un volo a lungo raggio in direzione est prende spesso un percorso più lungo più a sud rispetto al cerchio massimo, al fine di sfruttare le correnti a getto, i venti d'alta quota che possono consentire a un aeromobile di coprire una distanza maggiore utilizzando meno carburante rispetto a un percorso più diretto. 

### Tempo in volo rispetto al tempo misurato con i fusi orari a terra
Il trascorrere del tempo a terra, sarà misurato tenendo conto dei fusi orari. Quindi un aereo che vola verso ovest, o "inseguendo il sole", apparentemente allunga la sua giornata e viceversa un volo in direzione est la accorcia in termini di tempo indicato sugli orologi. Ciò non influisce sulla classificazione dei voli come di tipo lungo, medio o corto raggio.

## Voli a corto raggio
La definizione di volo a corto raggio (in inglese Short-haul flight) può variare a seconda della compagnia aerea. Normalmente un volo a corto raggio ha una durata inferiore alle 2 o 3 ore. Questi voli sono anche definiti "regionali". 
Un volo a corto raggio nazionale, cioè tale che gli aeroporti di partenza e arrivo sono nella stessa nazione, è comunemente considerato a corto raggio quando è di durata inferiore a un'ora e mezza, il che corrisponde all'incirca a una distanza di 500 miglia (805 km). In base a questa definizione, tutti i voli nazionali in stati con estensione territoriale ridotta, sono a corto raggio. 
Un volo a corto raggio internazionale è in genere più lungo. La Thomas Cook Airlines definisce un volo a corto raggio quello che dura meno di 3 ore. La Cathay Pacific definisce un volo a corto raggio un volo fra Hong Kong e Tokyo o Corea Nel Regno Unito, esistono diversi livelli di tassazione per i passeggeri imbarcati su voli di linea in funzione della distanza coperta dal volo. In questo contesto vengono definiti voli a corto raggio quelli che coprono distanze inferiori a 2 000 miglia (3 219 km).

## Voli a medio raggio
Un volo di medio raggio (in inglese medium-haul flight) dura fra le 2-3 ore e le 6-8 ore, con i limiti variabili in funzione delle compagnie aeree.
Sulle rotte internazionali, un volo a medio raggio dura tra le tre e le sei ore, come per esempio i voli tra Regno Unito ed Egitto che richiedono cinque ore e mezza circa. I voli a medio raggio possono essere interamente su un unico territorio nazionale nel caso di stati con grandi estensioni territoriali. A titolo di esempio, i voli tra la costa est ed ovest degli Stati Uniti d'America durano in media circa cinque ore e mezza In stati più piccoli, si definisce talvolta volo a medio raggio una tratta maggiore a un'ora e mezza di volo, il che corrisponde all'incirca a una distanza superiore a 500 miglia (805 km).

## Voli a lungo raggio
I voli di lungo raggio (in inglese long-haul flight) modernamente sono operati da aerei definiti wide-body come i Boeing 767, Boeing 777, Airbus A330, Airbus A340, Airbus A380 o Boeing 747. Solitamente si definiscono tali i voli di durata superiore alle 6 ore e in alcuni casi può trattarsi di voli non-stop, cioè senza scali intermedi. Solo pochi aerei a fusoliera stretta ("narrow-body") come il Boeing 757, sono in grado di operare voli a lungo raggio e in genere vengono utilizzati su rotte transatlantiche minori.

## Voli a ultra lungo raggio
Alcuni voli intercontinentali possono durare più di 12 ore e vengono talvolta chiamati voli a ultra lungo raggio (Ultra long-haul flight in inglese). Anche in questo caso si impiegano solitamente aerei a fusoliera larga quali il Boeing 777-200LR e l'Airbus A380 come per esempio accade sulle tratte Dubai-Toronto e Dubai-Los Angeles della compagnia aerea Emirates con i suoi Airbus A380-800.
Il volo più lungo senza scali intermedi è stato il Volo Singapore Airlines 21, che dal 28 giugno 2004 al 23 novembre 2013 collegava il Newark Liberty International Airport con l'Aeroporto Internazionale di Singapore Changi, percorrendo 15343 km in circa 18 ore e mezza. Il volo veniva operato con un Airbus A340-500 e il percorso di ritorno, operato con il Volo Singapore Airlines 22, era la seconda tratta non-stop per lunghezza al mondo, con una durata secondo l'orario ufficiale di 15 minuti inferiore, grazie ai venti favorevoli ad alta quota.Tutt’oggi il volo viene operato ma con un Airbus A350.
Il 24 novembre 2013, il volo di linea più lungo senza scali intermedi è stato il volo Qantas 7 operato con i suoi Boeing 747-400 tra l'Aeroporto Internazionale Kingsford Smith di Sydney in Australia e l'Aeroporto Internazionale di Dallas-Fort Worth negli Stati Uniti della durata di 15 ore e mezza corrispondenti a una distanza di 13 804 km.
Il 1º febbraio 2016 il record di volo diretto più lungo senza scali è stato il volo Emirates 251 che collega l'aeroporto di Dubai con l'aeroporto di Panama City; è operato dal Boeing 777-200LR e ha una durata di 17 ore e 35 minuti. È un volo giornaliero e partirà da Dubai alle 8:05, giungendo a Panama alle 16:40.
Il volo commerciale più lungo al mondo attualmente è di Qantas partendo dal JFK di New York City arrivando dopo 19 ore e 16 minuti all’aeroporto Sydney Kingsford international airport,il volo è effettuato da un Boeing 787-9.Il volo è partito soltanto con 49 passeggeri coprendo una distanza di 16.200 km.Molto probabilmente questo volo diventerà un volo di linea effettivo aperto a tutti.Qantas sta inoltre pensando di fare altri “voli test” del genere partendo da London Heatrhow international airport arrivando sempre a Sydney Kingsford International airport coprendo una distanza di ben 17.000 km.

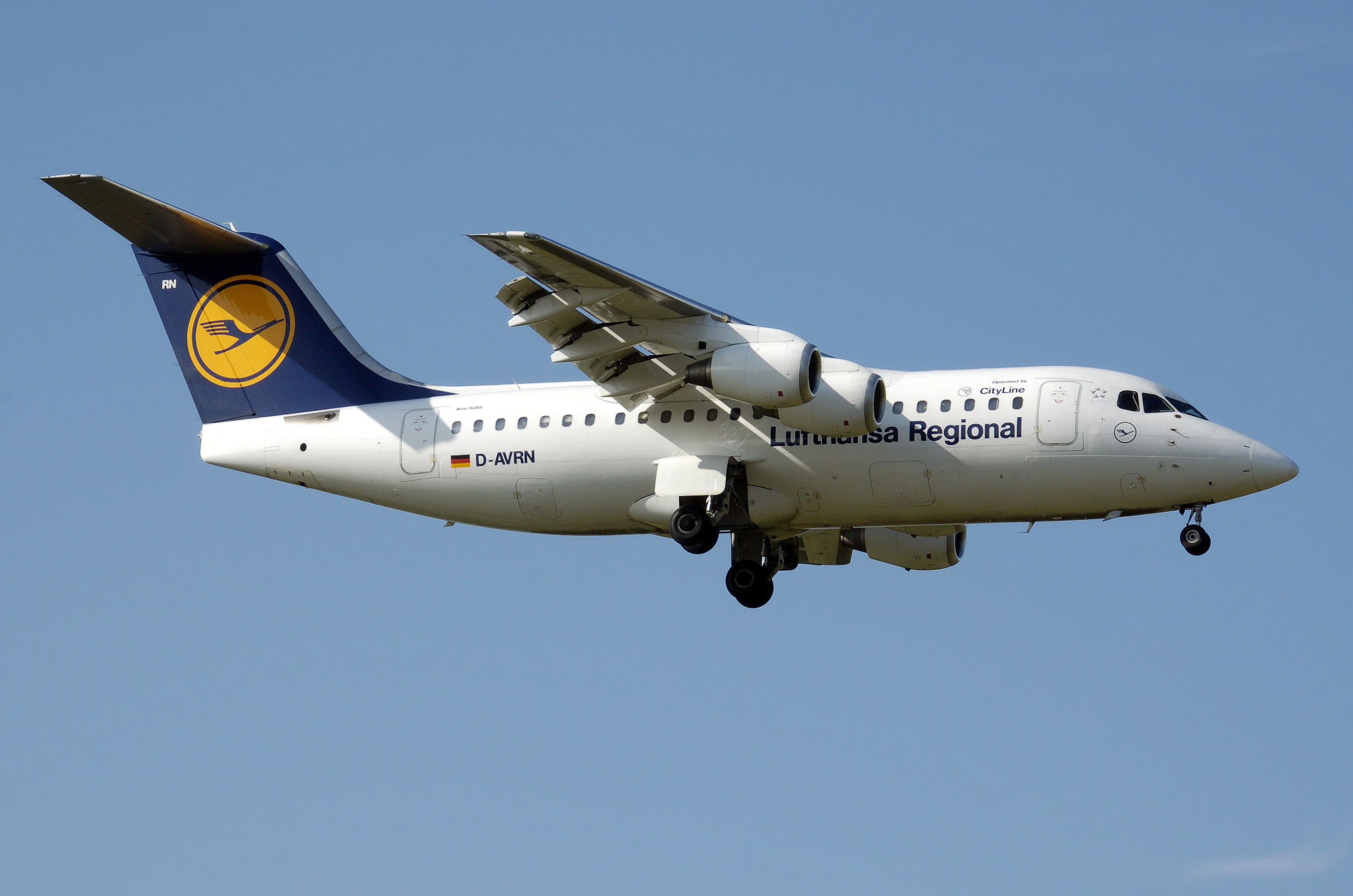
Lufthansa Regional CityLine Avro RJ85, tipico aereo per voli a corto raggio.
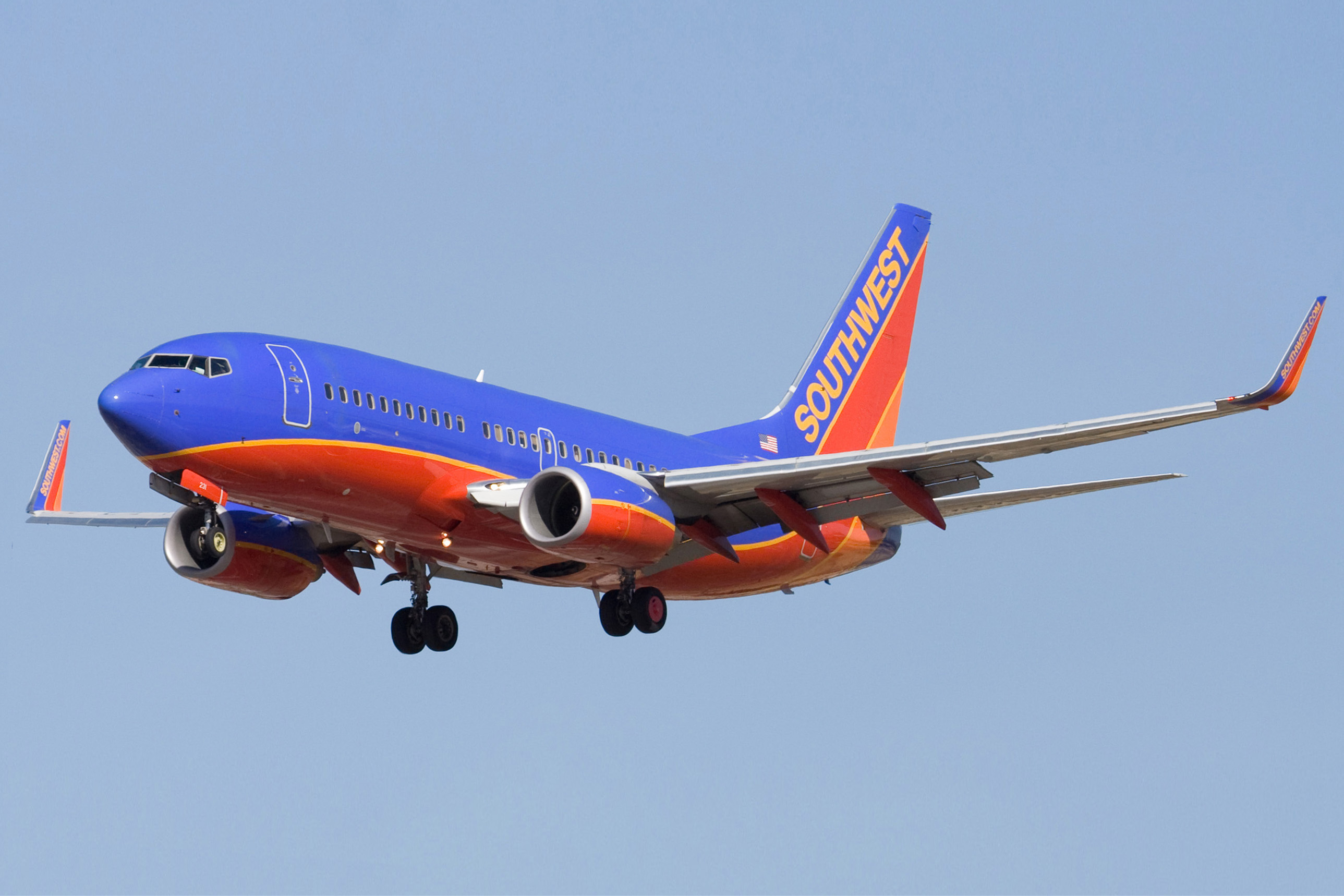
Boeing 737-700: un tipico aereo per voli a medio raggio.
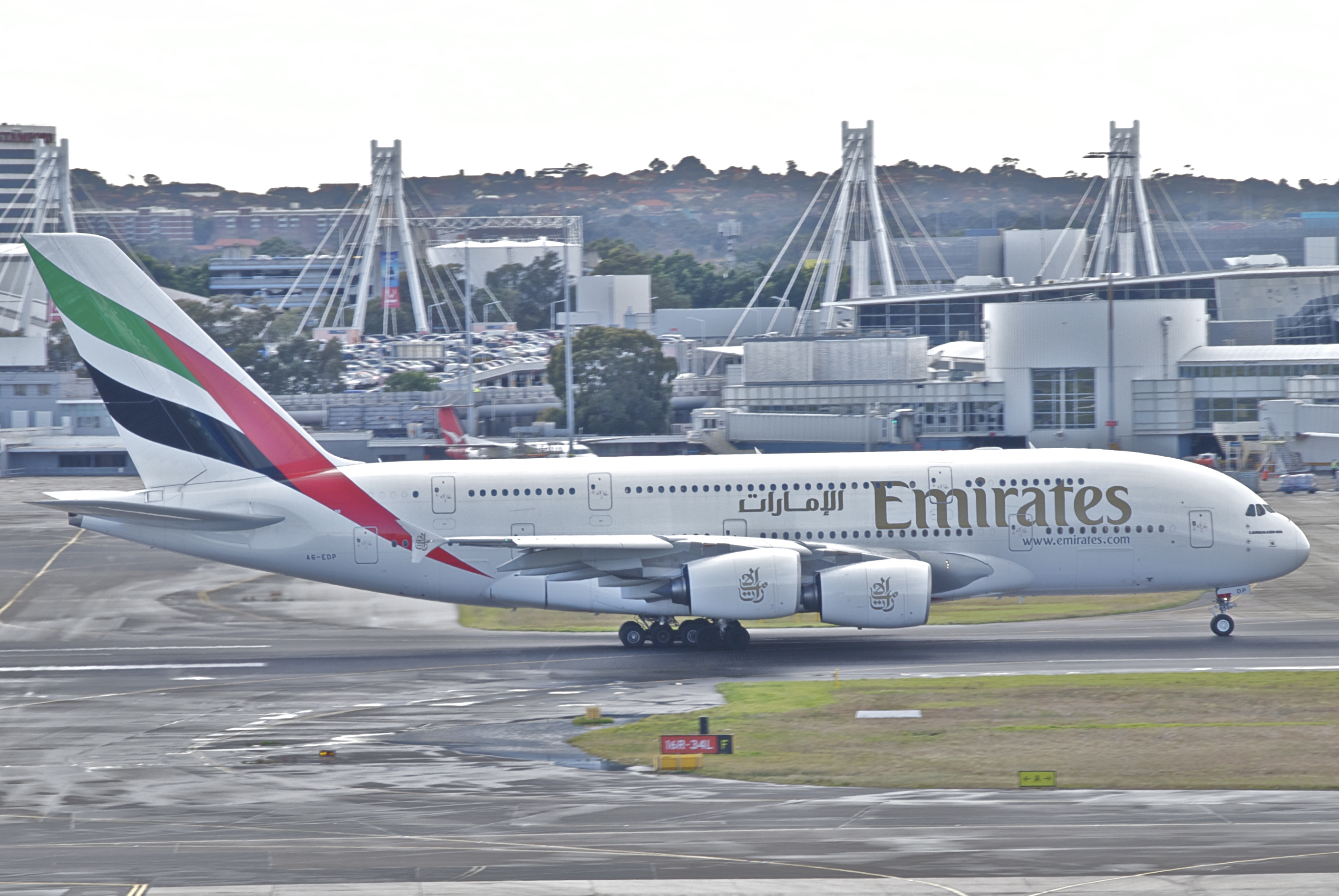
Airbus A380 della compagnia Emirates fotografato a Sydney proveniente da Dubai.
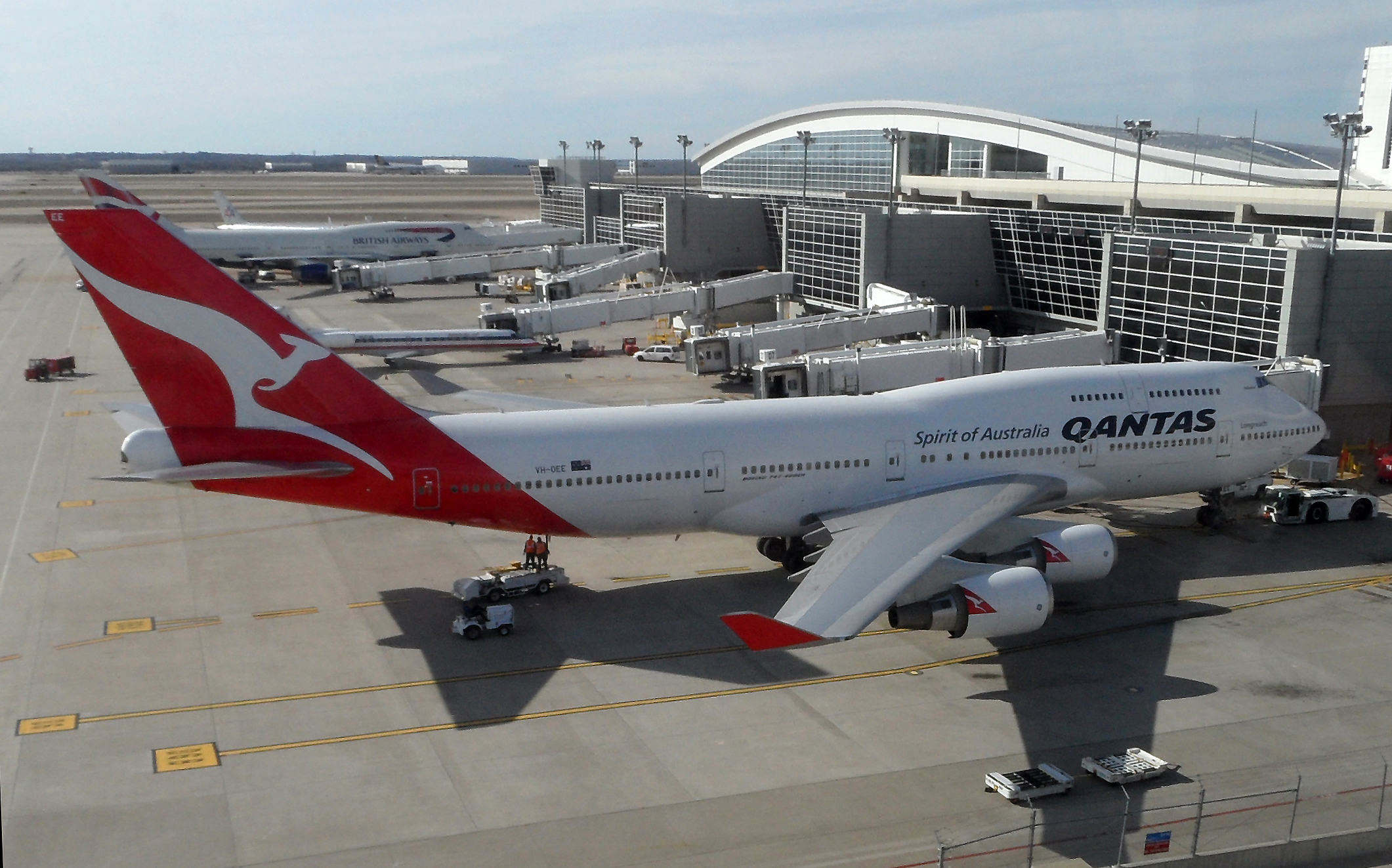
Il Boeing 747-400 che opera il volo Qantas 7, passato detentore del record di durata per i voli di linea a ultra lungo raggio.